# Aulojoppa spilocephala
Aulojoppa spilocephala là một loài tò vò trong họ Ichneumonidae.